# Agapornis
Agapornis – rodzaj niewielkich, wielobarwnie upierzonych ptaków z podrodziny dam (Loriinae) w obrębie rodziny papug wschodnich (Psittaculidae), w języku polskim określanych nazwą zwyczajową nierozłączki lub papużki nierozłączki. Nazwę naukową i zwyczajową zawdzięczają wykazywaniu silnej więzi pomiędzy samcem i samicą – nierozłączki tworzą trwałe związki monogamiczne, samiec i samica przebywają zawsze razem. Nierozłączki czerwonoczelne, czarnogłowe i rudogłowe są często spotykane w hodowli jako zwierzęta domowe. Wyhodowano wiele odmian barwnych.

## Zasięg występowania
Zamieszkują Afrykę Subsaharyjską, z wyjątkiem nierozłączki siwogłowej, której miejscem występowania jest Madagaskar.

## Biologia i ekologia
Długość ciała 13–18 cm; masa ciała 25–66 g. Mają krępą budowę ciała, krótki ogon, krótkie skrzydła, stosunkowo dużą głowę i haczykowato zagięty dziób. W ubarwieniu gatunków żyjących w warunkach naturalnych dominuje kolor zielony. U niektórych występuje biała obwódka wokół oczu. W hodowli uzyskano odmiany o niespotykanym w naturze ubarwieniu.
U nierozłączki czarnoskrzydłej, siwogłowej i czerwonogłowej jest wyraźnie zaznaczony dymorfizm płciowy, w przeciwieństwie do pozostałych gatunków.
Wszystkie gatunki z tego rodzaju są ptakami towarzyskimi, żyjącymi w stadach. Raz dobrana para tworzy trwały związek monogamiczny. Samce wykazują zachowania terytorialne, szczególnie obserwowane w hodowli samce A. cana i A. taranta. Gatunki A. personata, A. fischeri, A. lilianae i A. nigrigenis są jednymi z nielicznych papug, które budują gniazda. Zakładają je zwykle w dziuplach drzew, które wykładają gałązkami, korą, trawą i liśćmi, A. pullaria wykorzystuje termitiery. Samica składa 4–6 jaj, które wysiaduje 21–24 dni. Samiec pomaga w wysiadywaniu, ale jego głównym zadaniem jest obrona terytorium.
Papużki nierozłączki są ptakami aktywnymi i głośnymi, wydają donośne, piskliwe głosy. Żywią się głównie owocami, warzywami i nasionami. Niektóre zjadają również owady. W hodowli wymagają urozmaiconego pokarmu. Nierozłączki różnych gatunków mogą się ze sobą krzyżować. Powstałe hybrydy są niepłodne.

## Systematyka

### Etymologia
- Psittacula: nowołac. psittacula „papużka”, od łac. psittacus „papuga”, od gr. ψιττακος psittakos „papuga”; łac. przyrostek zdrabniający -ula[12]. Gatunek typowy: Psittacus canus J.F. Gmelin, 1788; młodszy homonim Psittacula Cuvier, 1800 (Psittaculidae).
- Agapornis: gr. αγαπη agapē, αγαπης agapēs „miłóść”; ορνις ornis, ορνιθος ornithos „ptak”[12].
- Poliopsitta: gr. πολιος polios „szary”; nowołac. psitta „papuga”, od gr. ψιττακη psittakē „papuga”[12]. Gatunek typowy: Psittacus canus J.F. Gmelin, 1788.
- Amoravis: łac. amor, amoris „miłość”, od amare „kochać z czułością”; avis „ptak”[12]. Gatunek typowy: Psittacus roseicollis Vieillot, 1818.
- Donkorella: amharska nazwa Donkaro dla nierozłączki czarnoskrzydłej; łac. przyrostek zdrabniający -ella[12]. Gatunek typowy: Psittacus taranta Stanley, 1814.

### Podział systematyczny
Do rodzaju Agapornis zaliczono 9 żyjących gatunków, a także dwa wymarłe: A. atlanticus żyjący w późnym pliocenie na terenach dzisiejszego Maroka oraz A. attenboroughi żyjący we wczesnym pliocenie na terenie dzisiejszej Republiki Południowej Afryki. W czterech gatunkach (A. canus, A. pullarius, A. roseicollis i A. swindernianus) wyróżniono podgatunki, pozostałe są monotypowe.
| Gatunki                 | Gatunki             | Gatunki                     | Gatunki | Gatunki    | Gatunki              |
| Nazwa naukowa           | Autor               | Nazwa zwyczajowa            | Grafika | Zasięg     | Kategoria zagrożenia |
| ----------------------- | ------------------- | --------------------------- | ------- | ---------- | -------------------- |
| Agapornis canus         | (J.F. Gmelin, 1788) | nierozłączka siwogłowa      |         | Madagaskar | LC                   |
| Agapornis swindernianus | (Kuhl, 1820)        | nierozłączka obrożna        |         | Afryka     | LC                   |
| Agapornis pullarius     | (Linnaeus, 1758)    | nierozłączka czerwonogłowa  |         | Afryka     | LC                   |
| Agapornis taranta       | (Stanley, 1814)     | nierozłączka czarnoskrzydła |         | Afryka     | LC                   |
| Agapornis roseicollis   | (Vieillot, 1818)    | nierozłączka czerwonoczelna |         | Afryka     | LC                   |
| Agapornis fischeri      | Reichenow, 1887     | nierozłączka rudogłowa      |         | Afryka     | NT                   |
| Agapornis personatus    | Reichenow, 1887     | nierozłączka czarnogłowa    |         | Afryka     | LC                   |
| Agapornis lilianae      | Shelley, 1894       | nierozłączka krasnogłowa    |         | Afryka     | NT                   |
| Agapornis nigrigenis    | W.L. Sclater, 1906  | nierozłączka czarnolica     |         | Afryka     | VU                   |

## Nierozłączki i ludzie
Od nazwy tych papug (papużki nierozłączki) pochodzi popularny związek frazeologiczny odnoszący się do osób bardzo mocno związanych ze sobą.

### Zagrożenia i ochrona
Popyt na te ptaki spowodował masowe poławianie ich w warunkach naturalnych. Wszystkie gatunki umieszczono w Czerwonej księdze gatunków zagrożonych IUCN, a wiele populacji objęto ochroną w rezerwatach i parkach narodowych. Wszystkie gatunki z wyjątkiem Agapornis roseicollis chronione są konwencją waszyngtońską (CITES – załącznik II).